# 明斯克省
明斯克省（Минская губерния）是俄羅斯帝國的一個省，範圍大致包括白俄羅斯明斯克州、布列斯特州東部、莫吉廖夫州西部和戈梅利州西部。面積89,323平方公里，1897年人口2,147,621人。首府明斯克。
1793年建省。1921年改組成州。